# Astomaspis
Astomaspis is een geslacht van insecten uit de orde vliesvleugeligen (Hymenoptera) en de familie Ichneumonidae.

## Soorten
- A. acanthogaster (Tosquinet, 1903)
- A. annulator (Seyrig, 1952)
- A. ardator (Seyrig, 1952)
- A. arealis (Cushman, 1922)
- A. bidentata (Szepligeti, 1908)
- A. cancellata (Brulle, 1846)
- A. coelebs (Holmgren, 1868)
- A. curiosa (Szepligeti, 1908)
- A. extinctor (Seyrig, 1952)
- A. froggatti (Turner, 1919)
- A. fuscipennis (Cameron, 1911)
- A. jucunda (Seyrig, 1952)
- A. metathoracica Ashmead, 1904
- A. persimilis (Cushman, 1937)
- A. pygidiator (Seyrig, 1952)
- A. ruficollis (Cameron, 1900)
- A. ruficornis (Turner, 1919)
- A. rustica Townes, 1973
- A. sulcator (Seyrig, 1952)
- A. tristis (Seyrig, 1952)
- A. unifasciata (Szepligeti, 1908)
- A. violaceipennis (Cameron, 1905)